# Marie-Jeanne de Hohenzollern-Sigmaringen
La princesse Marie-Jeanne de Hohenzollern-Sigmaringen (en allemand, Maria Johanna prinzessin von Hohenzollern-Sigmaringen), née le 13 novembre 1726 à Sigmaringen, et décédée le 9 avril 1793 à Sigmaringen, deuxième enfant et fille aînée de Joseph de Hohenzollern-Sigmaringen (1702-1769) et de Marie-Françoise d'Oettingen-Spielberg (1703-1737) est un membre de la Maison de Hohenzollern-Sigmaringen.

## Biographie
En 1738, dès l'âge de douze ans, Marie-Jeanne entre dans les ordres et devient chanoinesse à l'Abbaye impériale de Buchau (en) (aujourd'hui à Bad Buchau). Désignée comme "Seniorin" en 1783, elle meurt à Sigmaringen où elle est inhumée le 11 avril 1793

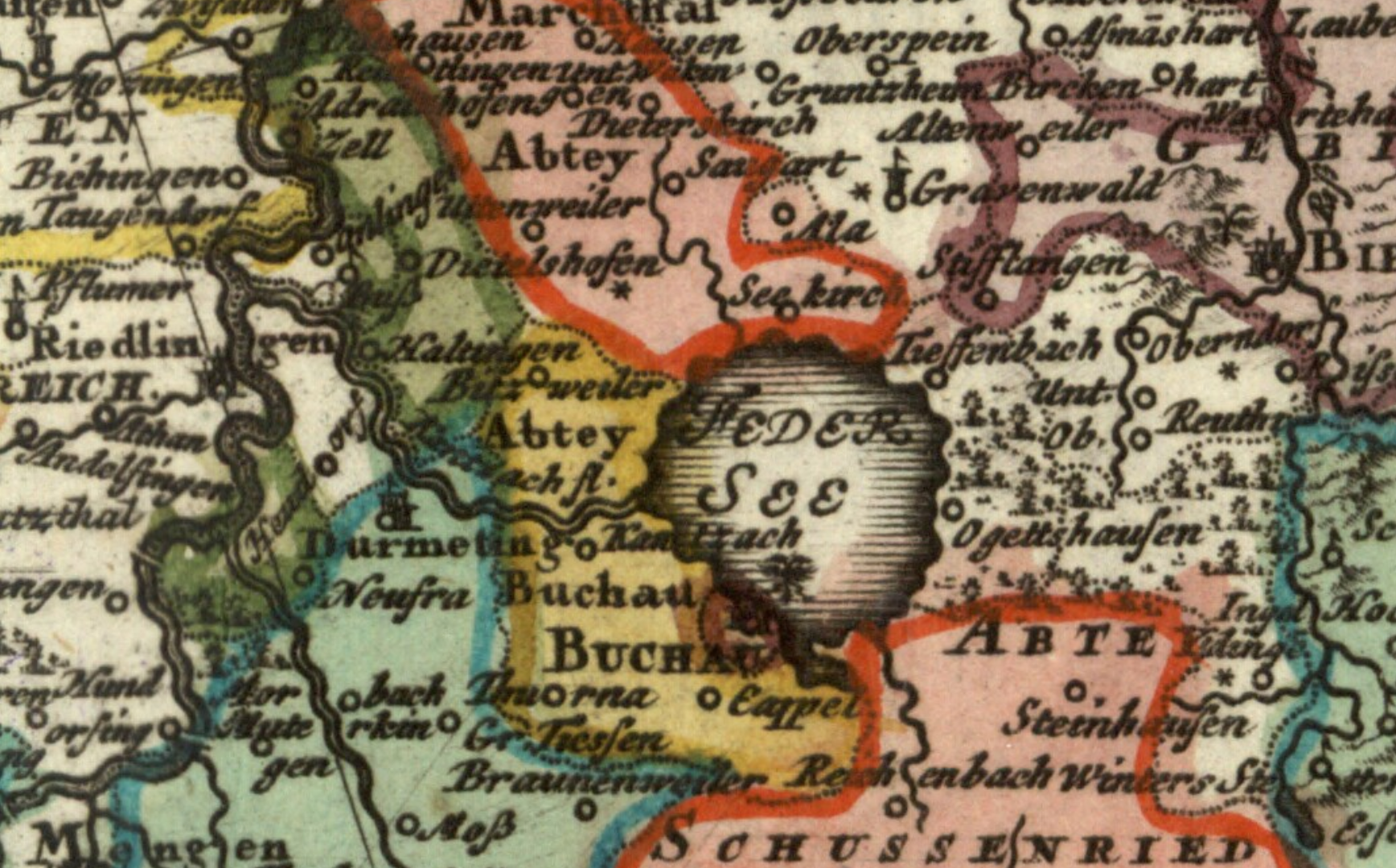
Detail d'une carte de 1742 situant l'Abbaye de Buchau

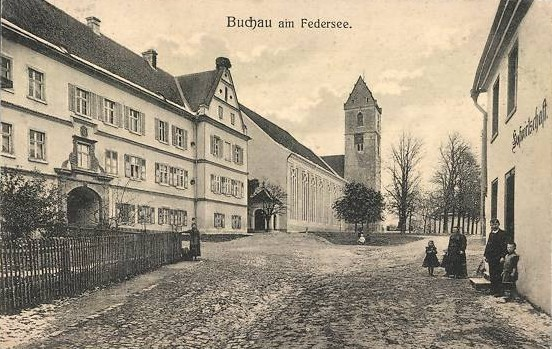
L'Abbaye de Buchau vers 1900